# ستيف كوري
ستيف كوري (بالإنجليزية: Steve Currie)‏ هو عازف قيثارة بريطاني، ولد في 19 مايو 1947 في غريمسبي ‏ في المملكة المتحدة، وتوفي في 28 أبريل 1981 في الغرب في البرتغال بسبب حادث مرور.

## وصلات خارجية
- ستيف كوري على موقع IMDb (الإنجليزية)
- ستيف كوري على موقع ميوزك برينز (الإنجليزية)
- ستيف كوري على موقع ديسكوغز (الإنجليزية)